# Лубнице (Сташувский повет)
Лубнице (пол. Łubnice) — сельская гмина (волость) в Сташувском повете Свентокшиского воеводства Польши. Население — 4431 человек (на 2004 год).

## Демография
| Перепись                       | Всего   | Всего | Женщины | Женщины | Мужчины | Мужчины |
| ------------------------------ | ------- | ----- | ------- | ------- | ------- | ------- |
| Единицы                        | человек | %     | человек | %       | человек | %       |
| Население                      | 4431    | 100   | 2250    | 50,8    | 2181    | 49,2    |
| Плотность населения (чел./км²) | 52,7    | 52,7  | 26,8    | 26,8    | 26      | 26      |

## Сельские округа
1. Бешова
2. Борки
3. Будзиска
4. Чажизна
5. Гаце-Слупецке
6. Гура
7. Грабова
8. Лубнице
9. Лычба
10. Ожелец-Дужы
11. Ожелец-Малы
12. Пшечув
13. Рейтерувка
14. Слупец
15. Щебжуш
16. Вилькова
17. Волица
18. Залесе
19. Зофювка

## Соседние гмины
1. Гмина Чермин
2. Гмина Олесница
3. Гмина Пацанув
4. Гмина Поланец
5. Гмина Рытвяны
6. Гмина Щуцин